# Wereldkampioenschappen moderne vijfkamp 1953
De wereldkampioenschappen moderne vijfkamp 1953 werden gehouden in Santo Domingo in Chili, dit waren de eerste wereldkampioenschappen buiten Europa. Er stonden twee onderdelen op het programma alleen voor mannen. 

## Medailles

### Mannen
| Onderdeel   | Goud | Goud                                         | Zilver | Zilver                                                               | Brons | Brons                                                   |
| ----------- | ---- | -------------------------------------------- | ------ | -------------------------------------------------------------------- | ----- | ------------------------------------------------------- |
| Individueel | HUN  | Gábor Benedek                                | HUN    | István Szondy                                                        | USA   | William Andre                                           |
| team        | SWE  | Lars Hall Thorsten Lindquist Per-Ove Nilsson | ARG    | Jorge Hugo Arguindegui Luis Fernando Ribera Carlos Alberto Velázquez | CHI   | Luis Carmona Barrales Gerardo Cortés Nilo Floody Buxton |

### Medaillespiegel
| Plaats | Land             | Goud | Zilver | Brons | Totaal |
| 1      | Hongarije        | 1    | 1      | 0     | 2      |
| 2      | Zweden           | 1    | 0      | 0     | 1      |
| 3      | Argentinië       | 0    | 1      | 0     | 1      |
| 5      | Verenigde Staten | 0    | 0      | 1     | 1      |
| 5      | Chili            | 0    | 0      | 1     | 1      |
| Totaal | Totaal           | 2    | 2      | 2     | 6      |